# Blake Mills
Blake Mills (Santa Mônica, 21 de setembro de 1986) é um compositor, guitarrista e produtor musical.